# Chlorops triangularis
Chlorops triangularis är en tvåvingeart som beskrevs av Becker 1910. Chlorops triangularis ingår i släktet Chlorops och familjen fritflugor. Arten är reproducerande i Sverige. Inga underarter finns listade i Catalogue of Life.